# 得撫富士
得撫富士（うるっぷふじ）は、千島列島の得撫島にある、標高1,328mの成層火山である。ロシア名はコロコル（Колокол、英語表記：Kolokol）。

## 概要
1780年の10年前後から、1973年までに度々噴火が確認されている。